# Johanna Decker
Johanna ("Hanna") Maria Katharina Decker (Norimberga, 19 giugno 1918 – Lupane, 9 agosto 1977) è stata una psichiatra missionaria cattolica tedesca della Germania Ovest. Fu uccisa dai terroristi davanti al St. Paul's Busch Hospital durante la guerra civile in Rhodesia (oggi: Zimbabwe) il 9 agosto 1977.

## Biografia
Johanna Decker nacque a Norimberga dove Ignaz Decker (1876-1947), suo padre, lavorava come funzionario delle imposte e delle dogane. Sua madre, nata Maria-Anna Jäger, era originaria di Tirschenreuth, nell'estremo est della Baviera. Nel 1922 Ignaz Decker fu trasferito nella vicina Amberg. Fu qui che Johanna frequentò la scuola media e il Liceo delle Suore Povere ("Lyzeum der Armen Schulschwestern") tra il 1928 e il 1934. La scuola fu successivamente rinominata per celebrare la sua illustre ex allieva come "Dr. Johanna Decker School". Era una studentessa eccezionalmente capace, brava a disegnare e in grado di suonare il pianoforte. Era ancora insolito per le ragazze frequentare un'università, ma dopo altri tre anni alla "Oberrealschule" (scuola superiore) di Amberg superò gli esami di maturità nel 1937, cosa che le aprì la strada all'istruzione di livello universitario.  Intraprese gli studi di medicina a Monaco di Baviera nell'ottobre del 1937.
Decker si impegnò attivamente nel lavoro giovanile della chiesa e nel 1939 l'idea di unirsi al servizio medico missionario era maturata nella sua mente. Fu nel 1939 che si iscrisse all'Istituto Medico Missionario ("Missionsärztliches Institut Würzburg") di Würzburg, pur continuando a proseguire i suoi studi di medicina a Monaco di Baviera. Dopo il pensionamento del padre, la famiglia si trasferì a Heimstetten, alla periferia di Monaco di Baviera. Da studentessa, per motivi finanziari, Hanna Decker continuò a vivere con i suoi genitori. Nel 1942, in piena guerra, superò gli esami nazionali di medicina e conseguì il dottorato. Fu poi arruolata per lavorare in una serie di ospedali e cliniche, non necessariamente nelle discipline che aveva scelto. C'è stato un anno di lavoro in ostetricia in un istituto di formazione per ostetriche. Nel 1944 si trasferì all'ospedale municipale principale di Magonza, dove inizialmente fu assegnata al dipartimento di medicina interna. Fu poi trasferita in una piccola sezione psichiatrica da 35 posti letto, allestita con il supporto dell'allora università locale, che nel 1946 divenne una vera e propria clinica psichiatrica. Nel 1948 Decker si laureò in Neuromedicina. (La neurologia e la psichiatria non erano, a quel tempo, trattate come discipline separate). Nel 1949 si stabilì come psichiatra a Magonza (Stephanstraße 1).
Nella festa dell'Epifania del 1946 Hanna Decker aveva fatto voto solenne che, una volta completati gli studi di medicina, avrebbe dedicato almeno dieci anni al lavoro missionario.  Nel 1950 fu inviata dal Missionary Medical Institute a Bulawayo, allora parte della colonia britannica della Rhodesia del Sud. Dopo aver organizzato un successore nel suo piccolo ambulatorio in Stephanstraße, lasciò Magonza il 15 agosto. Rimase un paio di settimane a Würzburg e poi prese il treno da Monaco di Baviera sino a Roma il 1° settembre 1950. Con altri 24 missionari, la mattina del 6 settembre 1950 ottenne un'udienza privata di gruppo con il papa Pio XII. Quel pomeriggio partì con un aereo noleggiato dal servizio missionario. Le fermate lungo il percorso includevano Malta, Khartoum, Entebbe, Ndola e Johannesburg.  Arrivarono a Bulawayo il 15 settembre 1950. Decker si unì immediatamente al Fatima Mission Hospital, di recente costituzione (1948), in una zona rurale del Matabeleland settentrionale, a circa 200 km a nord-ovest della città di Bulawayo. È qui che il suo lavoro si svolse fino al 1960.

### Matabeleland: Ospedale della Missione di Fatima
Durante il suo soggiorno in Africa, fornì rapporti in lettere all'Istituto Medico Missionario di Würzburg sulle sue attività ed esperienze. Nella sua prima lettera (non datata) scrisse che le malattie più frequentemente riscontrate erano la "malaria tropicale", la Biharzia, le malattie veneree (non specificate) e gli ascessi muscolari profondi ("tiefe Muskelabszesse"). Ci sono descrizioni di casi e scorci degli atteggiamenti dei pazienti. I "nativi" non apprezzavano il vero valore del trattamento gratuito basato su farmaci/medicine. Amici e parenti che accompagnavano i pazienti a volte riferivano che un paziente "parlava una lingua diversa" nei casi di "psicosi esogena" (possibilmente intossicazione da polmonite/sepsi). Fin dall'inizio parlò di una buona collaborazione con i Missionari di Mariannhill del Sudafrica, e questo fu un tema ricorrente durante tutto il suo tempo all'Ospedale della Missione di Fatima. All'inizio ci furono riferimenti a tensioni con i missionari cattolici romani provenienti dalla Spagna che operavano nella zona.
Le lettere periodiche molto dettagliate che Decker inviava all'MMI di Würzburg erano integrate da articoli occasionali per la rivista della casa MMI: "I Matabele rurali sono ancora allevatori di bestiame, coltivano anche un po' di mais e mais. Non sanno nulla di letti o vasche da bagno. La malattia è demoniaca, i farmaci sono magici. La loro religione si basa sulla paura degli antenati, la loro visione della vita materialista-fatalista. (...) Oggi le persone spesso camminano per chilometri, forse semplicemente per un cucchiaio di sirope per la tosse, perché il suo effetto è "magico". Si aspettano che una singola iniezione possa curare una malattia cronica, come la tubercolosi o il disturbo dello stomaco più grave. È difficile ottenere un'anamnesi dettagliata perché lo 'stregone' lo saprà [senza chiedere]. Così in un'occasione un collega 'stregone', operato per un'ernia inguinale intrappolata, mi confessò: 'Ti devo essere grato, anche se mi togli il pane dalla bocca'."
La stessa Decker divise i suoi ventotto anni come medico missionario in due fasi. La prima fu dedicata alla costruzione dell'offerta medica, che comportava un lavoro pionieristico e molte "difficoltà di avviamento"; seguì una seconda fase di funzionamento nelle "circostanze più o meno normali di un ospedale rurale".
La fase pionieristica di costruzione iniziò con la conoscenza della popolazione locale, le sfide della comprensione reciproca, la necessità di una costante improvvisazione per quanto riguardava le diagnosi e i trattamenti e, soprattutto, le carenze. Affrontare le carenze avrebbe comportato viaggi avventurosi ed estenuanti in autobus della durata di diversi giorni, stringendo la vitale "scatola dei medicinali" e lasciandola spesso con la sensazione di essere "non tanto un medico quanto un venditore o una venditrice, vendendo beni e servizi porta a porta".
La seconda fase che individuò nella sua carriera medico-missionaria non fu meno faticosa o impegnativa. Nelle sue lettere alla famiglia e nelle sue newsletter fornì un buon quadro della sua vita quotidiana. Scrivendo nel 1972, padre Odilo Weeger del CMM, che lavorava al suo fianco, ricordava che "novanta letti approvati, centinaia e centinaia di pazienti ambulatoriali e visite alle cliniche periferiche a intervalli regolari tenevano molto occupata l'energica dottor Decker". Accanto alla routine quotidiana, la sera c'erano rapporti da redigere e i conti da mantenere. Non c'era praticamente tempo libero. Ciononostante, scrivendo ai suoi genitori nel 1968 riuscì a rassicurarli che "in chiesa abbiamo davvero qualche ora per ritrovarci e anche per pensare agli altri". Vacanze occasionali, ciascuna della durata di diverse settimane, si svolgevano a intervalli di pochi anni e venivano utilizzate per organizzare assistenza, tenere presentazioni o partecipare a corsi di formazione. Quindi non si trattava esattamente di vacanze.

### Matabeleland: St. Paul's Mission Hospital
Nel 1960, Dekker si trasferì alla stazione missionaria di St. Paul, sempre nel nord del Matabeleland, ma dall'altra parte di Lupane e a circa 75 km a est dell'Ospedale Missionario di Fatima. C'era stata una "scuola missionaria con un solo insegnante" a St. Paul dal 1952, inizialmente gestita da un missionario itinerante, e durante i successivi otto anni era stata intrapresa una certa quantità di sviluppo. Nel 1953 fu istituito un piccolo dispensario, visitato una volta al mese (più tardi una volta alla settimana) da un medico della missione di Fatima. Nel 1957/58 il dispensario divenne una clinica. Le autorità cominciarono a insistere per avere un'infermiera "europea", ma non ce n'era nessuna. Nel 1960 era stato creato un approvvigionamento idrico affidabile con lo scavo di un pozzo, e nel 1959/60 Johanna Decker si trasferì definitivamente a St. Paul's.
Collaborando con i missionari CMM, le fu affidato il compito di trasformare la clinica in un ospedale da 24 posti letto. Nel 1965 fu acquistata una macchina a raggi X. Furono aggiunti altri edifici, con l'apertura di un blocco maternità nel 1968 e la costruzione di nuovi alloggi per le infermiere nel 1972/73, riflettendo la continua espansione delle strutture per i pazienti ricoverati, i pazienti ambulatoriali e i pazienti dimessi che avevano ancora bisogno di un posto prima di poter essere completamente dimessi. Il costo totale dell'edificio e delle vaste infrastrutture circostanti ammontava all'equivalente di circa 640.000 marchi, di cui il governo della Germania Ovest accettò di pagare il 75%, lasciando a Misereor, l'ala caritatevole della chiesa cattolica di Roan in Germania, il saldo da pagare.
Sebbene la zona fosse rurale, la popolazione era numerosa. Secondo una fonte, Hanna Decker si trovò a volte ad essere l'unico medico pienamente qualificato nel raggio di 100 chilometri. Tuttavia, dalla sua corrispondenza è chiaro che gran parte del carico di lavoro della dottoressa Decker era amministrativo piuttosto che medico. Gran parte di ciò che scriveva, riguardava questioni relative al personale, alla gestione della costruzione di edifici e ai problemi sempre pressanti della finanza. C'era anche molta preoccupazione per le sfide dei trasporti. C'era una Land Rover a passo lungo che, soprattutto in caso di pioggia, era indispensabile, ma si rompeva anche frequentemente. Tra il 1964 e il 1971 ebbero un Maggiolino Volkswagen utilizzato per la spesa e le consegne, sostituito in seguito da una Peugeot 204 trasformata in ambulanza locale, ma solo nella "boscaglia". Il personale ospedaliero locale era composto da 10 infermieri, 6-8 tirocinanti ostetrici e 15 assistenti sanitari. Secondo le fonti, all'interno del bacino di utenza coperto dal St. Paul's Mission Hospital vivevano tra le 40.000 e le 60.000 persone. Nel 1972 il numero dei "letti approvati" era salito a 90, mentre il numero dei letti ospedalieri "effettivi" era di 122. Quell'anno i registri indicavano che c'erano 3.500 pazienti ricoverati e 20.000 pazienti esterni. Inoltre, furono gestiti ampi programmi di formazione del personale in collaborazione con l'Ospedale della Missione di Fatima. Dopo tutti gli investimenti, il St. Paul's diventò il più "tecnicamente avanzato" tra tutti gli ospedali.

## L'assassinio
Nel primo pomeriggio del 9 agosto 1977 due "terroristi ubriachi"/"guerriglieri nazionalisti" armati fino ai denti irruppero si nell'ospedale dalla porta principale dopo aver già ucciso fuori dall'edificio un lavoratore anziano, cavato gli occhi a qualcuno altro e picchiato alcuni pazienti. Trovarono la dottoressa Decker e la sua collega di origine austriaca, suor Ferdinanda Ploner, titolare di passaporto sudafricano arrivata di recente, che curavano i pazienti nel dispensario. Chiesero soldi. Decker diede loro il contenuto della cassa, ma questo era insufficiente, così disse agli aggressori che aveva altri soldi in casa e che sarebbe andata a ritirarli. Mentre Decker e Ploner stavano camminando verso la casa, gli aggressori le uccisero a colpi di kalashnikov.  Più tardi fu accertato che Johanna Decker era stata uccisa da un solo colpo, Ferdinanda Ploner con otto.
Johanna Decker fu sepolta nel cimitero della città di Bulawayo.
Dopo l'omicidio di Decker e Ploner, l'ospedale dovette essere chiuso.  Pochi mesi dopo, fu saccheggiato e distrutto. Successivamente, il sito rimase incolto per molto tempo. Dopo l'indipendenza dello Zimbabwe nel 1980, un'amnistia generale per tutti i misfatti commessi durante la guerra civile è stata concordata nell'Accordo di Lancaster House. Così l'attacco terroristico non fu mai espiato.
Diari, lettere e altri documenti dell'eredità di Decker sono conservati nell'archivio dei Missionari di Mariannhill a Roma, tra cui numerose conversazioni e interviste con persone che hanno conosciuto Decker (registrate da Adalbert Ludwig Balling e depositate nell'archivio CMM di Roma).

## Premi e riconoscimenti
Dalla stampa, Johanna Decker è descritta come una martire delle missioni mediche. La sua dedizione e il suo sacrificio la rendono un modello per i futuri medici missionari oltre i confini dello Zimbabwe e della Germania.
Decker gode anche di una reputazione come scienziata grazie a una serie di articoli pubblicati su prestigiose riviste mediche in Sud Africa, Gran Bretagna e Germania. Il 29 novembre 1979 le è stato conferito postumo il Premio Noristan dal Consiglio scientifico di Pretoria.
Nel 1981 le è stata dedicata una strada nella sua città natale di Kirchheim bei München. Nel 2006, un edificio del Missionsärztliches Institut Würzburg è stato ribattezzato Johanna-Decker-Haus.
La Chiesa cattolica tedesca ha incluso Johanna Decker nel suo martirologio del XX secolo.